# Wushui
Wushui (kinesiska: 武水, 武水镇) är en köping i Kina. Den ligger i provinsen Hunan, i den södra delen av landet, omkring 330 kilometer söder om provinshuvudstaden Changsha. Antalet invånare är 26907. Befolkningen består av 13 099 kvinnor och 13 808 män. Barn under 15 år utgör 26,0 %, vuxna 15-64 år 65 %, och äldre över 65 år 7,0 %.
Genomsnittlig årsnederbörd är 1 932 millimeter. Den regnigaste månaden är maj, med i genomsnitt 308 mm nederbörd, och den torraste är oktober, med 38 mm nederbörd.